# Liste des monuments historiques d'Auray
Cet article recense les monuments historiques d'Auray, en France.
Auray compte 22 édifices comportant au moins une protection au titre des monuments historiques, soit 2,4 % des monuments historiques du département du Morbihan. Auray est la 162e commune française comptant le plus de monuments historiques. 3 édifices comportent au moins une partie classée ; les 19 autres sont inscrits ; 99 autres bâtiments sont inventoriés. On trouve également 142 monuments historiques au titre objet.

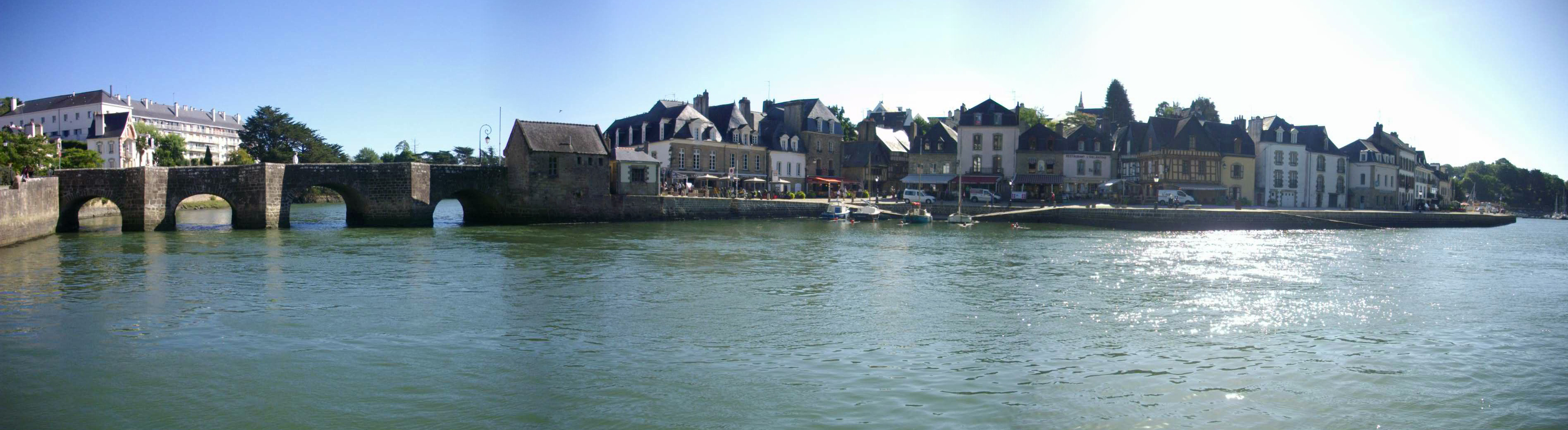
Le port d'Auray.

## Liste des monuments classés ou inscrits

### Monuments immobiliers
| Monument                                                                              | Adresse                                   | Coordonnées                        | Notice         | Protection     | Date      | Illustration                                                                         |
| ------------------------------------------------------------------------------------- | ----------------------------------------- | ---------------------------------- | -------------- | -------------- | --------- | ------------------------------------------------------------------------------------ |
| Chapelle du Saint-Esprit Caserne Duguesclin Façades et toitures                       | Place du Four-Mollet Rue des Fèves        | 47° 39′ 56″ nord, 2° 59′ 15″ ouest | « PA00090991 » | Classé         | 1982      | Chapelle du Saint-EspritCaserne DuguesclinFaçades et toitures                        |
| Croix de Saint-Fiacre                                                                 | Quai-Neuf                                 | 47° 39′ 57″ nord, 2° 58′ 15″ ouest | « PA00090992 » | Inscrit        | 1935      | Croix de Saint-Fiacre                                                                |
| Église Saint-Gildas y compris son retable                                             | Place Gabriel-Deshayes                    | 47° 40′ 02″ nord, 2° 59′ 11″ ouest | « PA00090993 » | Classé         | 1995      | Église Saint-Gildasy compris son retable                                             |
| Église Saint-Goustan Portail, y compris vantaux de la porte                           | Rue de l'Église                           | 47° 39′ 55″ nord, 2° 58′ 37″ ouest | « PA00090994 » | Inscrit        | 1925      | Église Saint-GoustanPortail, y compris vantaux de la porte                           |
| Hôtel de ville Façades et toitures, y compris le beffroi                              | Place de la République                    | 47° 39′ 59″ nord, 2° 59′ 01″ ouest | « PA00090995 » | Inscrit        | 1963      | Hôtel de villeFaçades et toitures, y compris le beffroi                              |
| Maison Façade et toiture                                                              | 1 Rue du Belzic                           | 47° 39′ 58″ nord, 2° 59′ 04″ ouest | « PA00091000 » | Inscrit        | 1931      | MaisonFaçade et toiture                                                              |
| Maison Façade et toiture                                                              | 1 rue du Petit-Port                       | 47° 39′ 57″ nord, 2° 58′ 43″ ouest | « PA00090997 » | Inscrit        | 1935      | MaisonFaçade et toiture                                                              |
| Maison Façades et toitures                                                            | 1, 3 place Saint-Sauveur                  | 47° 39′ 59″ nord, 2° 58′ 44″ ouest | « PA00091004 » | Inscrit        | 1935      | MaisonFaçades et toitures                                                            |
| Maison Façades et toitures                                                            | 19 place Saint-Sauveur Rue du Petit-Port  | 47° 39′ 56″ nord, 2° 58′ 44″ ouest | « PA00091006 » | Inscrit        | 1935      | MaisonFaçades et toitures                                                            |
| Maison Façades et toitures                                                            | 21 place Saint-Sauveur 1 rue Franklin     | 47° 39′ 56″ nord, 2° 58′ 44″ ouest | « PA00091007 » | Inscrit        | 1935      | MaisonFaçades et toitures                                                            |
| Maison Façade et toiture                                                              | 22, 28 rue Vannier                        | 47° 40′ 01″ nord, 2° 58′ 47″ ouest | « PA00091008 » | Inscrit        | 1931      | MaisonFaçade et toiture                                                              |
| Maison Façade sur la place et toiture correspondante                                  | 23, 25 place de la République             | 47° 39′ 58″ nord, 2° 59′ 00″ ouest | « PA00090999 » | Inscrit        | 1964      | MaisonFaçade sur la place et toiture correspondante                                  |
| Maison Façades et toitures                                                            | 3 rue Saint-René                          | 47° 39′ 58″ nord, 2° 58′ 42″ ouest | « PA00091002 » | Inscrit        | 1935      | MaisonFaçades et toitures                                                            |
| Maison Façade et toiture                                                              | 5 place de la République                  | 47° 39′ 59″ nord, 2° 58′ 57″ ouest | « PA00090998 » | Inscrit        | 1949      | MaisonFaçade et toiture                                                              |
| Maison Façade et toiture                                                              | 5 place Saint-Sauveur                     | 47° 39′ 58″ nord, 2° 58′ 43″ ouest | « PA00091005 » | Inscrit        | 1935      | MaisonFaçade et toiture                                                              |
| Maison Façade et toiture                                                              | 6 rue Saint-René                          | 47° 39′ 57″ nord, 2° 58′ 41″ ouest | « PA00091003 » | Inscrit        | 1935      | MaisonFaçade et toiture                                                              |
| Maison Façade et toiture                                                              | 2 rue Neuve                               | 47° 39′ 58″ nord, 2° 58′ 42″ ouest | « PA00091001 » | Inscrit        | 1935      | MaisonFaçade et toiture                                                              |
| Maison du XVIe siècle                                                                 | 21 rue du Docteur-A.-Jardin Rue des Fèves | 47° 39′ 57″ nord, 2° 59′ 13″ ouest | « PA00090996 » | Inscrit        | 1935      | Maison du XVIe siècle                                                                |
| Maison et monument de Cadoudal avec l'escalier d'accès et les terrasses périphériques | Kerléano                                  | 47° 39′ 42″ nord, 2° 59′ 37″ ouest | « PA00091009 » | Inscrit Classé | 1948 1982 | Maison et monument de Cadoudalavec l'escalier d'accès et les terrasses périphériques |
| Manoir de Kerdrain Façade sud                                                         | 16 rue Louis-Billet                       | 47° 40′ 04″ nord, 2° 59′ 19″ ouest | « PA00091010 » | Inscrit        | 1928      | Image manquante Téléverser                                                           |
| Pont de Saint-Goustan                                                                 | Pont de Saint-Goustan                     | 47° 39′ 59″ nord, 2° 58′ 46″ ouest | « PA00091011 » | Inscrit        | 1944      | Pont de Saint-Goustan                                                                |
| Prieuré de Saint-Cado y compris la chapelle et les deux arbres du placître            | Le Reclus                                 | 47° 39′ 50″ nord, 2° 59′ 23″ ouest | « PA00091012 » | Inscrit        | 1937 1945 | Prieuré de Saint-Cadoy compris la chapelle et les deux arbres du placître            |
| Petit théâtre                                                                         | Place de la République                    | 47° 40′ 00″ nord, 2° 59′ 03″ ouest | « PA56000076 » | Inscrit        | 2016      | Image manquante Téléverser                                                           |

### Monuments mobiliers
| Monument | Localisation                                                                | Notice               | Classement  | Date                         | Photographie |
| --- | --------------------------------------------------------------------------- | -------------------- | ----------- | ---------------------------- | ------------ |
| Tableau : Le ravissement de saint Paul | Chapelle des Frères de la Congrégation des Hommes de l'Immaculée-Conception | Notice no PM56000040 | classement  | 8 mai 1978                   |              |
| Prie-Dieu | Couvent du Père Éternel                                                     | Notice no PM56000039 | classement  | 1er décembre 1965            |              |
| Lambris de revêtement | Couvent du Père Éternel                                                     | Notice no PM56000038 | classement  | 14 mars 1945                 |              |
| Stalles | Couvent du Père Éternel                                                     | Notice no PM56000037 | classement  | 14 mars 1945                 |              |
| Tableau, cadre : La mort de Grégoire, patriarche grec | Hôtel de ville                                                              | Notice no PM56000045 | classement  | 18 septembre 1981            |              |
| Tableau, cadre : Portrait en pied du roi Louis XVIII | Hôtel de ville                                                              | Notice no PM56000044 | classement  | 18 septembre 1981            |              |
| 2 statues, 2 vases décoratifs : nymphe | Manoir de Moncan                                                            | Notice no PM56000041 | classement  | 8 mai 1978                   |              |
| Bateau de croisière (ketch) dit Oiseau de feu | Port Saint-Goustan                                                          | Notice no PM56001434 | classement  | 6 novembre 1992              |              |
| Orgue de tribune | Église Saint-Gildas                                                         | Notice no PM56001834 | classement  | 11 mai 1977 8 mai 1978       |              |
| Tableau : Le Christ de pitié et le vœu de Louis XIII | Église Saint-Charles-de-Blois                                               | Notice no PM56000033 | classement  | 1er décembre 1965            |              |
| 4 statues : Les quatre évangélistes | Église Saint-Gildas                                                         | Notice no PM56001440 | classement  | 25 avril 1997                |              |
| Calice, patène | Église Saint-Gildas                                                         | Notice no PM56000043 | classement  | 2 avril 1982                 |              |
| Orgue de tribune : tribune d'orgue ; buffet d'orgue | Église Saint-Gildas                                                         | Notice no PM56000036 | classement  | 8 mai 1978                   |              |
| Orgue de tribune : partie instrumentale de l'orgue | Église Saint-Gildas                                                         | Notice no PM56000035 | classement  | 11 mai 1977                  |              |
| Retable | Église Saint-Gildas                                                         | Notice no PM56000034 | classement  | 1er décembre 1965            |              |
| Lambris de revêtement | Église Saint-Sauveur                                                        | Notice no PM56000042 | classement  | 29 janvier 1982              |              |
| Autel (autel tombeau, maître-autel) | Couvent des Augustines                                                      | Notice no IM56000918 | inscription | 7 février 1979               |              |
| Tableau : Portrait de Napoléon III | Hôtel de ville                                                              | Notice no IM56000936 | inscription | 14 octobre 1980              |              |
| Chasuble, étole, manipule | Église Saint-Gildas                                                         | Notice no IM56000912 | inscription | 18 octobre 1978              |              |
| Chasuble | Église Saint-Gildas                                                         | Notice no IM56000911 | inscription | 18 octobre 1978              |              |
| 2 dalmatiques, 3 chapes | Église Saint-Gildas                                                         | Notice no IM56000910 | inscription | 18 octobre 1978              |              |
| 2 patènes | Église Saint-Gildas                                                         | Notice no IM56000906 | inscription | 18 octobre 1978              |              |
| Ostensoir (3) | Église Saint-Gildas                                                         | Notice no IM56000905 | inscription | 18 octobre 1978              |              |
| Ostensoir (1) | Église Saint-Gildas                                                         | Notice no IM56000903 | inscription | 18 octobre 1978              |              |
| Custode (2) | Église Saint-Gildas                                                         | Notice no IM56000902 | inscription | 18 octobre 1978              |              |
| Ciboire (3) | Église Saint-Gildas                                                         | Notice no IM56000901 | inscription | 18 octobre 1978              |              |
| Ciboire (2) | Église Saint-Gildas                                                         | Notice no IM56000900 | inscription | 18 octobre 1978              |              |
| Ciboire (1) | Église Saint-Gildas                                                         | Notice no IM56000899 | inscription | 26 juillet 1982              |              |
| Croix-reliquaire | Église Saint-Gildas                                                         | Notice no IM56000898 | inscription | 18 octobre 1978              |              |
| Croix-reliquaire (1) | Église Saint-Gildas                                                         | Notice no IM56000897 | inscription | 18 octobre 1978              |              |
| Croix de procession | Église Saint-Gildas                                                         | Notice no IM56000896 | inscription | 18 octobre 1978              |              |
| Croix d'autel (2) | Église Saint-Gildas                                                         | Notice no IM56000893 | inscription | 18 octobre 1978              |              |
| Croix d'autel (1) | Église Saint-Gildas                                                         | Notice no IM56000892 | inscription | 18 octobre 1978              |              |
| Encensoir | Église Saint-Gildas                                                         | Notice no IM56000887 | inscription | 18 octobre 1978              |              |
| Encensoir, navette à encens | Église Saint-Gildas                                                         | Notice no IM56000886 | inscription | 18 octobre 1978              |              |
| Calice, patène (9) | Église Saint-Gildas                                                         | Notice no IM56000885 | inscription | 18 octobre 1978              |              |
| Calice, patène (8) | Église Saint-Gildas                                                         | Notice no IM56000884 | inscription | 18 octobre 1978              |              |
| Calice, patène (7) | Église Saint-Gildas                                                         | Notice no IM56000883 | inscription | 18 octobre 1978              |              |
| Calice, patène (6) | Église Saint-Gildas                                                         | Notice no IM56000882 | inscription | 18 octobre 1978              |              |
| Calice, patène (5) | Église Saint-Gildas                                                         | Notice no IM56000881 | inscription | 18 octobre 1978              |              |
| Calice, patène (4) | Église Saint-Gildas                                                         | Notice no IM56000880 | inscription | 18 octobre 1978              |              |
| Calice, patène (3) | Église Saint-Gildas                                                         | Notice no IM56000879 | inscription | 18 octobre 1978              |              |
| Calice, patène (2) | Église Saint-Gildas                                                         | Notice no IM56000878 | inscription | 18 octobre 1978              |              |
| Stalles | Église Saint-Gildas                                                         | Notice no IM56000876 | inscription | 18 octobre 1978              |              |
| Clôture liturgique | Église Saint-Gildas                                                         | Notice no IM56000875 | inscription | 18 octobre 1978              |              |
| Clôture des fronts baptismaux et baldaquin | Église Saint-Gildas                                                         | Notice no IM56000874 | inscription | 18 octobre 1978              |              |
| Bannière (3) | Église Saint-Gildas                                                         | Notice no IM56000872 | inscription | 18 octobre 1978              |              |
| Bannière (1) | Église Saint-Gildas                                                         | Notice no IM56000870 | inscription | 18 octobre 1978              |              |
| Chaire à prêcher | Église Saint-Gildas                                                         | Notice no IM56000869 | inscription | 18 octobre 1978              |              |
| Confessionnal (3) | Église Saint-Gildas                                                         | Notice no IM56000868 | inscription | 18 octobre 1978              |              |
| Confessionnal (2) | Église Saint-Gildas                                                         | Notice no IM56000867 | inscription | 18 octobre 1978              |              |
| Confessionnal (1) | Église Saint-Gildas                                                         | Notice no IM56000866 | inscription | 18 octobre 1978              |              |
| Confessionnal (2) | Église Saint-Gildas                                                         | Notice no IM56000865 | inscription | 18 octobre 1978              |              |
| Mobilier de l'église Saint-Gildas | Église Saint-Gildas                                                         | Notice no IM56000860 | inscription | 18 octobre 1978 23 août 1983 |              |
| 2 tableaux : Immaculée Conception, Éducation de la Vierge                                                                                                 | Église Saint-Gildas                                                         | Notice no IM56000859 | inscription | 18 octobre 1978              |              |
| Autels (2), retables (2), tabernacles (2), gradins d'autel (4) (autel secondaire, retable cadre) : de l'Immaculée Conception, de l'Éducation de la Vierge | Église Saint-Gildas                                                         | Notice no IM56000858 | inscription | 18 octobre 1978              |              |
| Haut-relief : Christ gisant | Église Saint-Gildas                                                         | Notice no IM56000856 | inscription | 18 octobre 1978              |              |
| 2 statues d'applique, grandeur nature : sainte Barbe | Église Saint-Gildas                                                         | Notice no IM56000855 | inscription | 26 juillet 1982              |              |
| 5 verrières historiées : vie de saint Gildas | Église Saint-Gildas                                                         | Notice no IM56000853 | inscription | 18 octobre 1978              |              |
| Niche (2) | Église Saint-Gildas                                                         | Notice no IM56000852 | inscription | 18 octobre 1978              |              |
| Lambris de hauteur, niche (2) | Église Saint-Gildas                                                         | Notice no IM56000851 | inscription | 18 octobre 1978              |              |

## Inventaire général du patrimoine culturel

### Monuments immobiliers
| Monument                                                                    | Adresse                        | Coordonnées                        | Notice         | Date | Illustration                                     |
| --------------------------------------------------------------------------- | ------------------------------ | ---------------------------------- | -------------- | ---- | ------------------------------------------------ |
| Manoir de Moncan                                                            | 22 rue de l'Abbé Joseph Martin | 47° 39′ 47″ nord, 2° 58′ 53″ ouest | « IA00008547 » | 1986 | Image manquante Téléverser                       |
| Maison                                                                      | 21 rue Alexandre Jardin        | 47° 39′ 57″ nord, 2° 59′ 13″ ouest | « IA00008564 » | 1986 | Image manquante Téléverser                       |
| Croix de chemin                                                             | Route de Baden                 | à géolocaliser                     | « IA00008611 » | 1986 | Image manquante Téléverser                       |
| Maison                                                                      | 1 rue Barré                    | 47° 40′ 01″ nord, 2° 59′ 04″ ouest | « IA00008569 » | 1986 | Maison                                           |
| Maison                                                                      | 21 rue du Belzic               | 47° 39′ 57″ nord, 2° 59′ 05″ ouest | « IA00008596 » | 1986 | Image manquante Téléverser                       |
| Maison                                                                      | 21 rue du Belzic               | 47° 39′ 57″ nord, 2° 59′ 05″ ouest | « IA00008595 » | 1986 | Image manquante Téléverser                       |
| Maison                                                                      | 26 rue du Belzic               | 47° 39′ 58″ nord, 2° 59′ 06″ ouest | « IA00008786 » | 1986 | Image manquante Téléverser                       |
| Maison                                                                      | 26 rue du Belzic               | 47° 39′ 58″ nord, 2° 59′ 06″ ouest | « IA00008593 » | 1986 | Image manquante Téléverser                       |
| Maison                                                                      | 30 rue du Belzic               | 47° 39′ 57″ nord, 2° 59′ 07″ ouest | « IA00008562 » | 1986 | Image manquante Téléverser                       |
| Château d'Auray                                                             | Rue du Château                 | 47° 39′ 59″ nord, 2° 58′ 49″ ouest | « IA00008579 » | 1986 | Château d'Auray                                  |
| Rue du Château                                                              |                                | à géolocaliser                     | « IA00008538 » | 1986 | Image manquante Téléverser                       |
| Maison                                                                      | 11 rue du Château              | 47° 39′ 59″ nord, 2° 58′ 55″ ouest | « IA00008586 » | 1986 | Image manquante Téléverser                       |
| Maison                                                                      | 12 rue du Château              | 47° 39′ 59″ nord, 2° 58′ 55″ ouest | « IA00008570 » | 1986 | Image manquante Téléverser                       |
| Maison                                                                      | 18,20 rue du Château           | 47° 39′ 59″ nord, 2° 58′ 54″ ouest | « IA00008583 » | 1986 | Image manquante Téléverser                       |
| Maison                                                                      | 19 rue du Château              | 47° 39′ 59″ nord, 2° 58′ 54″ ouest | « IA00008584 » | 1986 | Image manquante Téléverser                       |
| Maison                                                                      | 21 rue du Château              | 47° 39′ 59″ nord, 2° 58′ 54″ ouest | « IA00008585 » | 1986 | Image manquante Téléverser                       |
| Maison                                                                      | 22 rue du Château              | 47° 39′ 59″ nord, 2° 58′ 53″ ouest | « IA00008582 » | 1986 | Image manquante Téléverser                       |
| Maison                                                                      | 39 rue du Château              | 47° 39′ 59″ nord, 2° 58′ 51″ ouest | « IA00008581 » | 1986 | Image manquante Téléverser                       |
| Maison                                                                      | 48 rue du Château              | 47° 40′ 00″ nord, 2° 58′ 49″ ouest | « IA00008559 » | 1986 | Image manquante Téléverser                       |
| Maison                                                                      | 49 rue du Château              | 47° 40′ 00″ nord, 2° 58′ 50″ ouest | « IA00008580 » | 1986 | Image manquante Téléverser                       |
| Maison                                                                      | 6 rue du Château               | 47° 39′ 59″ nord, 2° 58′ 56″ ouest | « IA00008587 » | 1986 | Image manquante Téléverser                       |
| Maison                                                                      | 15 rue du Four du Roy          | 47° 39′ 58″ nord, 2° 59′ 11″ ouest | « IA00008597 » | 1986 | Image manquante Téléverser                       |
| Maison                                                                      | 4 quai Franklin                | 47° 39′ 56″ nord, 2° 58′ 44″ ouest | « IA00008571 » | 1986 | Image manquante Téléverser                       |
| Presbytère                                                                  | Place Gabriel Deshayes         | 47° 40′ 01″ nord, 2° 59′ 11″ ouest | « IA00008588 » | 1986 | Image manquante Téléverser                       |
| Couvent des Augustines Chapelle Sainte-Hélène                               | Rue Georges-Clemenceau         | à géolocaliser                     | « IA00008619 » | 1986 | Couvent des AugustinesChapelle Sainte-Hélène     |
| Prison                                                                      | 10 rue du Jeu de Paume         | 47° 39′ 56″ nord, 2° 59′ 02″ ouest | « IA00008606 » | 1986 | Image manquante Téléverser                       |
| Maison                                                                      | 18 rue du Jeu-de-Paume         | 47° 39′ 54″ nord, 2° 59′ 02″ ouest | « IA00008599 » | 1986 | Image manquante Téléverser                       |
| Maison                                                                      | 25 rue au Lait                 | 47° 40′ 01″ nord, 2° 59′ 08″ ouest | « IA00008598 » | 1986 | Image manquante Téléverser                       |
| Chapelle des Frères de la Congrégation des Hommes de l'Immaculée Conception | Rue du Lait                    | à géolocaliser                     | « IA00008626 » | 1986 | Image manquante Téléverser                       |
| Maison                                                                      | Rue Louis Pasteur              | à géolocaliser                     | « IA00008594 » | 1986 | Image manquante Téléverser                       |
| Église Saint-Charles-de-Blois                                               | Place Léon-Chevassu            | à géolocaliser                     | « IA00008624 » | 1986 | Image manquante Téléverser                       |
| Maison                                                                      | 4 rue des Moineaux             | 47° 39′ 52″ nord, 2° 58′ 38″ ouest | « IA00008556 » | 1986 | Image manquante Téléverser                       |
| Maison                                                                      | 1 rue Neuve                    | 47° 39′ 59″ nord, 2° 58′ 42″ ouest | « IA00008560 » | 1986 | Image manquante Téléverser                       |
| Maison                                                                      | 14 rue Neuve                   | 47° 39′ 58″ nord, 2° 58′ 38″ ouest | « IA00008568 » | 1986 | Image manquante Téléverser                       |
| Maison                                                                      | 11 rue du Petit-Port           | 47° 39′ 56″ nord, 2° 58′ 43″ ouest | « IA00008576 » | 1986 | Image manquante Téléverser                       |
| Maison                                                                      | 13 rue du Petit-Port           | 47° 39′ 56″ nord, 2° 58′ 43″ ouest | « IA00008549 » | 1986 | Image manquante Téléverser                       |
| Maison                                                                      | 19 rue du Petit-Port           | 47° 39′ 55″ nord, 2° 58′ 42″ ouest | « IA00008573 » | 1986 | Image manquante Téléverser                       |
| Maison                                                                      | 25 rue du Petit-Port           | 47° 39′ 55″ nord, 2° 58′ 42″ ouest | « IA00008575 » | 1986 | Image manquante Téléverser                       |
| Maison                                                                      | 4 rue du Petit-Port            | 47° 39′ 56″ nord, 2° 58′ 43″ ouest | « IA00008553 » | 1986 | Image manquante Téléverser                       |
| Maison                                                                      | 43 rue du Petit-Port           | 47° 39′ 53″ nord, 2° 58′ 39″ ouest | « IA00008574 » | 1986 | Image manquante Téléverser                       |
| Maison                                                                      | 7 rue du Petit-Port            | 47° 39′ 56″ nord, 2° 58′ 43″ ouest | « IA00008550 » | 1986 | Image manquante Téléverser                       |
| Couvent des cordelières du Père Éternel                                     | Rue du Père-Éternel            | à géolocaliser                     | « IA00008625 » | 1986 | Image manquante Téléverser                       |
| Halles                                                                      | Place de la République         | 47° 39′ 58″ nord, 2° 59′ 02″ ouest | « IA00008607 » | 1986 | Image manquante Téléverser                       |
| Maison                                                                      | 1 place de la République       | 47° 39′ 59″ nord, 2° 58′ 57″ ouest | « IA00008552 » | 1986 | Maison                                           |
| Maison                                                                      | 15 place de la République      | 47° 39′ 58″ nord, 2° 58′ 59″ ouest | « IA00008592 » | 1986 | Image manquante Téléverser                       |
| Maison                                                                      | 21 place de la République      | 47° 39′ 58″ nord, 2° 59′ 00″ ouest | « IA00008591 » | 1986 | Image manquante Téléverser                       |
| Maison                                                                      | 41 place de la République      | 47° 39′ 58″ nord, 2° 59′ 03″ ouest | « IA00008557 » | 1986 | Image manquante Téléverser                       |
| Maison                                                                      | 44, 46 place de la République  | 47° 40′ 01″ nord, 2° 59′ 02″ ouest | « IA00008557 » | 1986 | Image manquante Téléverser                       |
| Maison                                                                      | 41 place de la République      | 47° 39′ 58″ nord, 2° 59′ 03″ ouest | « IA00008589 » | 1986 | Image manquante Téléverser                       |
| Maison                                                                      | 1 rue Saint-René               | 47° 39′ 58″ nord, 2° 58′ 43″ ouest | « IA00008566 » | 1986 | Image manquante Téléverser                       |
| Maison                                                                      | 9 place Saint-Sauveur          | 47° 39′ 58″ nord, 2° 58′ 44″ ouest | « IA00008555 » | 1986 | Maison                                           |
| Chapelle Notre-Dame-de-Lourdes                                              | Rue Saint-Sauveur              | à géolocaliser                     | « IA00008622 » | 1986 | Chapelle Notre-Dame-de-Lourdes                   |
| Maison                                                                      | 1 rue Saint-Sauveur            | 47° 39′ 58″ nord, 2° 58′ 42″ ouest | « IA00008565 » | 1986 | Image manquante Téléverser                       |
| Maison                                                                      | 2 rue Saint-Sauveur            | 47° 39′ 58″ nord, 2° 58′ 42″ ouest | « IA00008572 » | 1986 | Image manquante Téléverser                       |
| Maison                                                                      | 3 rue Saint-Sauveur            | 47° 39′ 57″ nord, 2° 58′ 41″ ouest | « IA00008548 » | 1986 | Image manquante Téléverser                       |
| Fabrique Belvédère                                                          | Stade municipal                | 47° 39′ 58″ nord, 2° 58′ 53″ ouest | « IA00008604 » | 1986 | Image manquante Téléverser                       |
| Menhir d'Auray                                                              | Ancienne route de Vannes       | 47° 39′ 59″ nord, 2° 57′ 53″ ouest | « IA00008539 » | 1986 | Image manquante Téléverser                       |
| Croix de chemin                                                             | C.R. 51                        | à géolocaliser                     | « IA00008615 » | 1986 | Image manquante Téléverser                       |
| Jardin de la promenade du loch                                              | Rives du Loc'h                 | à géolocaliser                     | « IA00008602 » | 1986 | Image manquante Téléverser                       |
| Parc Georges Cadoudal                                                       |                                | à géolocaliser                     | « IA56002136 » | 1988 | Image manquante Téléverser                       |
| Puits de Treulen                                                            | Treulen                        | à géolocaliser                     | « IA00008785 » | 1986 | Image manquante Téléverser                       |
| Puits de Kérudo                                                             | Kérudo                         | à géolocaliser                     | « IA00008784 » | 1986 | Image manquante Téléverser                       |
| Chapelle Sainte-Anne de Kerplouz                                            | Kerplouz                       | à géolocaliser                     | « IA00008623 » | 1986 | Image manquante Téléverser                       |
| Chapelle Notre-Dame-de-Bethléem, détruite                                   |                                | à géolocaliser                     | « IA00008617 » | 1986 | Chapelle Notre-Dame-de-Bethléem, détruite        |
| Chapelle des Capucins, détruite                                             |                                | à géolocaliser                     | « IA00008616 » | 1986 | Chapelle des Capucins, détruite                  |
| Chapelle Saint-Fiacre, détruite                                             |                                | à géolocaliser                     | « IA00008613 » | 1986 | Chapelle Saint-Fiacre, détruite                  |
| Chapelle de la Madeleine, détruite                                          |                                | à géolocaliser                     | « IA00008612 » | 1986 | Chapelle de la Madeleine, détruite               |
| Croix de chemin                                                             |                                | à géolocaliser                     | « IA00008610 » | 1986 | Image manquante Téléverser                       |
| Croix de chemin de Treulen                                                  | Treulen                        | à géolocaliser                     | « IA00008608 » | 1986 | Image manquante Téléverser                       |
| Fontaine de Moncan                                                          | Moncan                         | à géolocaliser                     | « IA00008601 » | 1986 | Image manquante Téléverser                       |
| Fontaine de Treulen                                                         | Treulen                        | à géolocaliser                     | « IA00008600 » | 1986 | Image manquante Téléverser                       |
| Manoir de Kerdroguen                                                        | Kerdroguen                     | à géolocaliser                     | « IA00008546 » | 1986 | Image manquante Téléverser                       |
| Manoir de Kerbois                                                           | Kerbois                        | à géolocaliser                     | « IA00008542 » | 1986 | Image manquante Téléverser                       |
| Ferme de Kéropert                                                           | Kéroper                        | à géolocaliser                     | « IA00008541 » | 1986 | Image manquante Téléverser                       |
| Maison                                                                      | Kérudo                         | à géolocaliser                     | « IA00008540 » | 1986 | Image manquante Téléverser                       |
| Quartier de Saint-Goustan Paroisse Saint-Sauveur                            |                                | 47° 39′ 58″ nord, 2° 58′ 45″ ouest | « IA00008537 » | 1986 | Quartier de Saint-Goustan Paroisse Saint-Sauveur |
| Ville d'Auray                                                               |                                | 47° 40′ 07″ nord, 2° 58′ 53″ ouest | « IA00008536 » | 1986 | Image manquante Téléverser                       |

### Monuments mobiliers
| Monument | Localisation                                                                | Notice               | Date | Photographie |
| --- | --------------------------------------------------------------------------- | -------------------- | ---- | ------------ |
| Stalle, clôture liturgique, autel, porte, chaire à prêcher, banc, tronc à quêter, tribune (autel secondaire), style néogothique                                                 | Chapelle Notre-Dame de Lourdes                                              | Notice no IM56000944 | 1978 |              |
| 9 verrières à personnage | Chapelle Notre-Dame de Lourdes                                              | Notice no IM56000943 | 1978 |              |
| 6 verrières à personnage : saint François d'Assise, sainte Monique, saint François-Xavier, sainte Claire d'Assise, saint Jean-Baptiste de La Salle, sainte Thérèse d'Avila      | Chapelle Sainte-Anne                                                        | Notice no IM56000971 | 1978 |              |
| Armoire (chasublier) | Chapelle des Frères de la Congrégation des Hommes de l'Immaculée Conception | Notice no IM56000916 | 1978 |              |
| Retable, lambrisde hauteur (retable architecturé) | Chapelle des Frères de la Congrégation des Hommes de l'Immaculée Conception | Notice no IM56000915 | 1978 |              |
| Tribune | Chapelle des Frères de la Congrégation des Hommes de l'Immaculée Conception | Notice no IM56000914 | 1978 |              |
| 2 pots à plantes, vase Médicis | Collection particulière                                                     | Notice no IM56000973 | 1978 |              |
| 2 statues grandeur nature : compagne de Diane, Flore | Collection particulière                                                     | Notice no IM56000972 | 1978 |              |
| 2 chaussures : paire de bottes de pêche | Collection particulière                                                     | Notice no IM56000970 | 1978 |              |
| Vaisselier (vaisselier combiné, vaisselier-égouttoir) no 2 | Collection particulière                                                     | Notice no IM56000969 | 1978 |              |
| Vaisselier (vaisselier combiné, vaisselier-égouttoir) no 1 | Collection particulière                                                     | Notice no IM56000968 | 1978 |              |
| Buffet-vaisselier no 2 | Collection particulière                                                     | Notice no IM56000967 | 1978 |              |
| Buffet-vaisselier no 1 | Collection particulière                                                     | Notice no IM56000966 | 1978 |              |
| Buffet (4) | Collection particulière                                                     | Notice no IM56000965 | 1978 |              |
| Buffet (2) | Collection particulière                                                     | Notice no IM56000964 | 1978 |              |
| Buffet (5) | Collection particulière                                                     | Notice no IM56000963 | 1978 |              |
| Buffet (3) | Collection particulière                                                     | Notice no IM56000962 | 1978 |              |
| Buffet (1) | Collection particulière                                                     | Notice no IM56000961 | 1978 |              |
| Armoire (9) | Collection particulière                                                     | Notice no IM56000960 | 1978 |              |
| Armoire (8) | Collection particulière                                                     | Notice no IM56000959 | 1978 |              |
| Armoire (7) | Collection particulière                                                     | Notice no IM56000958 | 1978 |              |
| Armoire (6) | Collection particulière                                                     | Notice no IM56000957 | 1978 |              |
| Armoire (5) | Collection particulière                                                     | Notice no IM56000956 | 1978 |              |
| Armoire (4) | Collection particulière                                                     | Notice no IM56000955 | 1978 |              |
| Armoire (3) | Collection particulière                                                     | Notice no IM56000954 | 1978 |              |
| Armoire (2) | Collection particulière                                                     | Notice no IM56000953 | 1978 |              |
| Armoire (1) | Collection particulière                                                     | Notice no IM56000952 | 1978 |              |
| Coffre (1) | Collection particulière                                                     | Notice no IM56000951 | 1978 |              |
| Table-coffre (table coulante) | Collection particulière                                                     | Notice no IM56000950 | 1978 |              |
| Table-coffre (table coulante) | Collection particulière                                                     | Notice no IM56000949 | 1978 |              |
| Lit mi-clos et banc-coffre marchepied | Collection particulière                                                     | Notice no IM56000948 | 1978 |              |
| Confessionnal | Collection particulière                                                     | Notice no IM56000947 | 1978 |              |
| Demi-relief : Saint Michel terrassant le dragon | Collection particulière                                                     | Notice no IM56000946 | 1978 |              |
| Groupe sculpté (figure colossale) : Diane chasseresse | Collection particulière                                                     | Notice no IM56000945 | 1978 |              |
| Armoire (1) | Couvent des Augustines                                                      | Notice no IM56000937 | 1978 |              |
| Buffet | Couvent des Augustines                                                      | Notice no IM56000930 | 1978 |              |
| Armoire (7) | Couvent des Augustines                                                      | Notice no IM56000929 | 1978 |              |
| Armoire (6) | Couvent des Augustines                                                      | Notice no IM56000928 | 1978 |              |
| Armoire (5) | Couvent des Augustines                                                      | Notice no IM56000927 | 1978 |              |
| Armoire (4) | Couvent des Augustines                                                      | Notice no IM56000926 | 1978 |              |
| Armoire (3) | Couvent des Augustines                                                      | Notice no IM56000925 | 1978 |              |
| Armoire (2) | Couvent des Augustines                                                      | Notice no IM56000924 | 1978 |              |
| Stalles, lambris de hauteur | Couvent des Augustines                                                      | Notice no IM56000923 | 1978 |              |
| Clôture liturgique | Couvent des Augustines                                                      | Notice no IM56000922 | 1978 |              |
| Clôture des fronts baptismaux | Couvent des Augustines                                                      | Notice no IM56000921 | 1978 |              |
| Confessionnal | Couvent des Augustines                                                      | Notice no IM56000920 | 1978 |              |
| Retable, statue (3, retable architecturé) : de sainte Hélène | Couvent des Augustines                                                      | Notice no IM56000919 | 1978 |              |
| Porte | Couvent des Augustines                                                      | Notice no IM56000917 | 1978 |              |
| Clôture liturgique | Couvent du Père Éternel                                                     | Notice no IM56000932 | 1978 |              |
| 8 verrières à personnages : Éducation de la Vierge, Éducation de saint Louis par Blanche de Castille, Vierge des sept douleurs, Sacré-Cœur                                      | Couvent du Père Éternel                                                     | Notice no IM56000931 | 1978 |              |
| Tableau : Massacre de religieux | Hôtel de ville                                                              | Notice no IM56000938 | 1978 |              |
| Tableau : Portrait de Louis XVIII | Hôtel de ville                                                              | Notice no IM56000935 | 1978 |              |
| Ex-voto : bateau dit le bigorneau Renommé Orion en 1995 | Église Saint-Sauveur                                                        | Notice no IM56000942 | 1978 |              |
| Autel, clôture liturgique, lambris de hauteur, stalle, fauteuil de célébrant, banc, Christ souffrant (balustrade du chœur), évangélistes (chaire à prêcher).- style néogothique | Église Saint-Sauveur                                                        | Notice no IM56000941 | 1978 |              |
| 3 verrières à personnages : calvaire | Église Saint-Sauveur                                                        | Notice no IM56000940 | 1978 |              |
| Porte | Église Saint-Sauveur                                                        | Notice no IM56000939 | 1978 |              |
| 2 costumes de suisse (jacquette, gilet, pantalon, redingote, 2 cannes, épée, hallebarde)                                                                                        | Église Saint-Gildas                                                         | Notice no IM56000913 | 1979 |              |
| Paire de lustres | Église Saint-Gildas                                                         | Notice no IM56000909 | 1979 |              |
| Armoire | Église Saint-Gildas                                                         | Notice no IM56000908 | 1979 |              |
| Reliquaires de saint Goustan et de saint Gildas | Église Saint-Gildas                                                         | Notice no IM56000907 | 1979 |              |
| Ostensoir (2) | Église Saint-Gildas                                                         | Notice no IM56000904 | 1979 |              |
| Croix (crucifix) : Christ en croix | Église Saint-Gildas                                                         | Notice no IM56000895 | 1979 |              |
| Croix d'autel (3) | Église Saint-Gildas                                                         | Notice no IM56000894 | 1979 |              |
| Croix d'autel (2) | Église Saint-Gildas                                                         | Notice no IM56000893 | 1979 |              |
| Croix d'autel (1) | Église Saint-Gildas                                                         | Notice no IM56000892 | 1979 |              |
| Port-cierges | Église Saint-Gildas                                                         | Notice no IM56000891 | 1979 |              |
| Paire de chandeliers | Église Saint-Gildas                                                         | Notice no IM56000890 | 1979 |              |
| Paire de chandeliers | Église Saint-Gildas                                                         | Notice no IM56000889 | 1979 |              |
| Chandelier | Église Saint-Gildas                                                         | Notice no IM56000888 | 1979 |              |
| Calice, patène (1) | Église Saint-Gildas                                                         | Notice no IM56000877 | 1979 |              |
| Bannière (4) | Église Saint-Gildas                                                         | Notice no IM56000873 | 1979 |              |
| Bannière (2) | Église Saint-Gildas                                                         | Notice no IM56000871 | 1979 |              |
| 5 statues d'applique, petite nature : Vierge à l'Enfant, sainte Anne, saint Joseph, saint Gildas, sainte Marguerite                                                             | Église Saint-Gildas                                                         | Notice no IM56000863 | 1979 |              |
| Tableau : Résurrection | Église Saint-Gildas                                                         | Notice no IM56000862 | 1979 |              |
| Tableau : Enfant-Jésus | Église Saint-Gildas                                                         | Notice no IM56000857 | 1979 |              |
| 4 verrières historiées, style néorenaissance : vie de saint Gildas, sainte Anne                                                                                                 | Église Saint-Gildas                                                         | Notice no IM56000854 | 1979 |              |
| Croix (crucifix) : Christ en croix | Église Saint-Charles-de-Blois                                               | Notice no IM56000849 | 1978 |              |
| 7 verrières à personnages : scènes de la vie et de la Passion du Christ, sainte Anne, sainte Anne et la Vierge, saint Louis, saint Michel terrassant le dragon                  | Église Saint-Charles-de-Blois                                               | Notice no IM56000848 | 1978 |              |